# Stephanie Gaumnitz
Stephanie Gaumnitz (nascida como Stephanie Pohl, Cottbus, 21 de outubro de 1987) é uma desportista alemã que compete no ciclismo nas modalidades de pista, especialista na prova de pontuação, e rota, pertencendo à equipa Cervélo–Bigla desde o ano 2016.
Ganhou duas medalhas no Campeonato Mundial de Ciclismo em Pista, ouro em 2015 e prata em 2015, e duas medalhas no Campeonato Europeu de Ciclismo em Pista, ouro em 2012 e bronze em 2015.
Em estrada obteve uma medalha de bronze no Campeonato Mundial de Ciclismo em Estrada de 2016, na prova de contrarrelógio por equipas.
Participou nos Jogos Olímpicos de Verão de 2016, ocupando o 9.º lugar na prova de perseguição por equipas.

## Medalheiro internacional

### Ciclismo em pista
| Campeonato Mundial | Campeonato Mundial      | Campeonato Mundial | Campeonato Mundial |
| Ano                | Lugar                   | Medalha            | Competição         |
| ------------------ | ----------------------- | ------------------ | ------------------ |
| 2014               | Cali ( Colômbia)        | Medalha de prata   | Pontuação          |
| 2015               | Saint-Quentin ( França) | Medalha de ouro    | Pontuação          |
| Campeonato Europeu |                         |                    |                    |
| Ano                | Lugar                   | Medalha            | Competição         |
| 2012               | Panevėžys ( Lituânia)   | Medalha de ouro    | Pontuação          |
| 2015               | Grenchen ( Suíça )      | Medalha de bronze  | Pontuação          |

### Ciclismo em estrada
| Campeonato Mundial | Campeonato Mundial | Campeonato Mundial | Campeonato Mundial         |
| Ano                | Lugar              | Medalha            | Competição                 |
| ------------------ | ------------------ | ------------------ | -------------------------- |
| 2016               | Doha ( Catar)      | Medalha de bronze  | Contrarrelógio por equipas |

## Palmarés em pista
- 2011
- Campeonato da Alemanha em Pontuação
- Campeonato da Alemanha em Perseguição
- 2012
- Campeonato da Europa em Pontuação
- Campeonato da Alemanha em Pontuação
- 2014
- Campeonato da Alemanha em Pontuação
- Campeonato da Alemanha em Perseguição
- 2015
- Campeonato do Mundo em Pontuação

### Resultados naCopa do Mundo em pista
- 2013-2014
  -     - 1.ª na Classificação geral e à prova de Aguascalientes, em Pontuação

## Palmarés em estrada
- 2010
  - 1 etapa da Albstadt-Frauen-Etappenrennen
- 2017
  - 3.ª no Campeonato da Alemanha Contrarrelógio